# Kyōko Shimazaki
Kyōko Shimazaki (jap. 新谷志保美 Shimazaki Kyōko; ur. 7 stycznia 1972 w Otofuke) – japońska łyżwiarka szybka, srebrna medalistka mistrzostw świata i zdobywczyni Pucharu Świata.

## Kariera
Pierwsze sukcesy w karierze Kyōko Shimazaki osiągnęła w sezonie 1990/1991, kiedy zwyciężyła w klasyfikacji końcowej Pucharu Świata na 500 m. Została tym samym pierwszą japońską panczenistką, która zdobyła Puchar Świata na tym dystansie. Wyprzedziła wtedy bezpośrednio swą rodaczkę Seiko Hashimoto oraz Bonnie Blair z USA. Wielokrotnie stawała na podium zawodów tego cyklu, odnosząc łącznie sześć zwycięstw. Wygrała między innymi w swoim debiucie w zawodach pucharowych - 24 listopada 1990 roku w Berlinie w biegu na 500 m. W 1996 roku wywalczyła srebrny medal na 500 m podczas dystansowych mistrzostw świata w Hamar. Rozdzieliła tam na podium Rosjankę Swietłanę Żurową i kolejną Japonkę, Tomomi Okazaki. Była też między innymi czwarta podczas sprinterskich mistrzostw świata w Ikaho w 1993 roku, gdzie w walce o medal lepsza była Oksana Rawiłowa z Rosji. W 1992 roku wzięła udział w igrzyskach olimpijskich w Albertville, gdzie w biegu na 500 m zajęła siódmą pozycję. Podczas igrzysk w Lillehammer w 1994 roku na tym samym dystansie była dziesiąta. Brała też udział w igrzyskach olimpijskich w Nagano w 1998 roku, gdzie bieg na 500 m ukończyła na piątym miejscu.